# Véhicule (finance)
Dans le monde capitalistique et de la finance spéculative, un véhicule est un fonds financier dédié à la réalisation d'investissements à risque, ainsi que la structure et l'entité juridique qui va le « porter » (c'est-à-dire recevoir ou à acquérir des actifs adossés à des dettes).
Un investisseur (ou un groupe d'investisseurs) peut (ou peuvent) utiliser parmi différents types de « véhicules » celui qui semble le plus approprié au fonds et à son usage. Généralement, le véhicule est une structure juridique ad hoc, à usage unique (uniquement créé pour monter un certain type de montage financier). Il a été très utilisé pour la titrisation d'actifs (ou de risques), elle-même utilisée, à tort, comme outil de gestion des risques bancaires et l'est à nouveau depuis notamment aux États-Unis dans le domaine de l'immobilier locatif. Le véhicule est aussi utilisé pour des opérations de defeasance, de Leverage Buy Out (LBO), des offres publiques.

## Atouts et inconvénients financiers et économiques

### Intérêts allégués

#### Relative sécurisation
L'objet du véhicule est de légalement isoler le fonds des autres actifs de ses créateurs. Le véhicule est une entité intermédiaire crée entre le cédant et les investisseurs, considéré comme une garantie de meilleur chance de bonne fin de l'opération de titrisation en cas de défaillance du cédant.
Ainsi, en cas de faillite, les investisseurs du fonds ne sont engagés qu'à concurrence de leurs apports.
Par exemple, un véhicule peut être créé par une « société de gestion » pour la titrisation de dettes, la titrisation étant une technique consistant à transférer à des investisseurs des actifs financiers tels que des créances (par exemple des factures émises non soldées, ou des prêts en cours), en les transformant, par le passage à travers une société ad hoc, en titres financiers émis sur le marché des capitaux. Dans ce cas, on parle souvent de SPV (Special Purpose Vehicle) ou de ou SPC (special purpose company) qui sont les noms génériques donnés aux véhicules de financement créés pour acquérir les créances d'un « cédant » et pour émettre des titres sur le marché. 
Le véhicule est aussi utilisé pour des LBO.

#### Secret, confidentialité
Un autre avantage recherché par les banques notamment (en Europe particulièrement) est de cacher le fait qu'elles cèdent des portefeuilles de crédit (dettes), les banques souhaitant surtout que leurs clients (emprunteurs) n’en sachent rien. 
Les entreprises qui s'endettent auprès des banques ne souhaitent pas non plus que leur niveau d'endettement soit divulgué. Le véhicule anonymise les sommes négatives qui y passent et transforme des illiquidités en liquidités.
Ce double désir de discrétion est généralement satisfait comme suit :
- ni les investisseurs, ni les analystes ne connaissent l’identité du client (au mieux, ils ont accès à un numéro d’ordre);
- la liste des clients, éventuellement sur CD ROM, sera conservée sous scellés chez intermédiaire de confiance (notaire par exemple) et ne sera utilisée qu'en cas de faillite de la banque.
- les clients (emprunteurs de la banque) ne sont pas avertis de la cession de leur crédit, mais la banque continuera à être leur interlocuteur (tout en percevant les fonds pour le compte de la SPC en tant que gestionnaire (et non plus propriétaire) des actifs ; dans le jargon de la titrisation, on dira que la banque est devenue le servicer des actifs.

### Inconvénients
Les « véhicules » ont permis la titrisation à grande échelle (notamment de crédits hypothécaires), et parfois, dans un marché de plus en plus opaque, plus les organismes de crédits titrisent leurs prêts déjà octroyés, plus ils ont de finance pour en octroyer de nouveaux ; c'est ce type de boucle qui a été l'origine de la crise mondiale de 2008 et d'une crise du crédit structuré. 
Théoriquement, la faillite ou le défaut du cédant (une banque par exemple) n’a pas d'effets négatifs sur l’opération, ni sur les investisseurs, mais ce mécanisme relatif de protection ne fonctionne plus en cas de faillites en cascade, quand une bulle éclate et conduit à une crise financière, il contribue même alors à la crise.
Pour une transaction équilibrée, le vendeur, le véhicule (intermédiaire) et l'acheteur de dette auraient besoin d'une évaluation totalement fiable et transparente des risques (ceux qui prennent le plus de risque étant alors les mieux rémunérés en cas de réussite des opérations financière concernées). Cette transparence est nécessaire à la confiance et à la fixation d'un prix « non-biaisé » pour le vendeur, et pour que l'acheteur ne prenne que des risques raisonnables. 
Or avant la crise financière de 2007 induite par une bulle spéculative (la crise des subprimes), les agences de notation (Standard & Poor's, Moody's, Fitch Ratings notamment) ne sont montrées incapable d'évaluer les risques à leur juste mesure, voire de les détecter, et beaucoup de grandes banques, en dépit du fait qu'elles étaient théoriquement soumises à un contrôle des risques par leur contrôleur, ont menti sur le niveau de risque de leurs actifs titrisés (subprimes notamment), voire ont parié contre leurs clients, ruinant un grand nombre d'épargnants et d'investisseurs, contribuant directement à causer la crise financière de 2007 à 2011. En outre, le mélange de subprimes titrisés à d’autres produits avant plusieurs re-titrisation successives à échelle mondiale, a rendu souvent impossible ou difficile de savoir qui détenait des produits toxiques liés à des subprimes et en quelle quantité. L'évaluation du risque lié à ces produits toujours plus « structurés » (ex : CDO²) devenait alors presque impossible. Les représentants du G7 ont ainsi appelé à plus de transparence dans le travail des agences de notation.
Au-delà de cet épisode, des doutes plus généraux se sont installés à l'encontre de véhicules de placement qui peuvent présenter deux lacunes s'ils sont mal maîtrisés : 
- leurs produits reposent sur les paiements attendus de débiteurs pouvant être peu solvables
- leur valeur d'actif repose sur des biens apportés en garantie risquant d'être surévalués par rapport au montant des créances à récupérer en cas de non-remboursement, ou pour le moins d'avoir une valeur de revente très fluctuante.

La seconde partie de l'année 2007 a donc entraîné le retour à des produits plus simples et une certaine baisse de la titrisation : de 350 milliards de dollars au 3e trimestre 2007, le marché des ABS est tombé à 100 milliards au 4e trimestre 2007.

## Véhicule de refinancement
C'est un intermédiaire parfois placé (notamment en France) entre le SPV (special purpose vehicle) et les investisseurs. 
Le véhicule de refinancement s'engage à racheter des titres pour les revendre sous une autre forme (billets de trésorerie par exemple), pour modifier la périodicité de paiement des titres et leur nature. Cela rend les nouveaux titres plus attirants pour les investisseurs.

## OPCVM
L'OPCVM (organisme de placement collectif en valeurs mobilières), est un véhicule financier ouvert aux particuliers souhaitant investir dans des valeurs mobilières sans assurer eux-mêmes la gestion de leur portefeuille au jour le jour. On en distingue deux types juridiques :
- Fonds communs de placement (FCP)
- Sociétés d'investissement à capital variable (Sicav).

## Dans le domaine de la finance solidaire et socialement responsable
Dans ces domaines, on parle aussi de véhicules financiers, mais avec un sens différent : 
Dans les pays anglo-saxonne d'abord (où les fonds de pension privés sont nés pour compenser la faiblesse des systèmes de retraites et de sécurité sociale), sont apparues plusieurs formes de véhicules financiers inspirés des fonds de travailleurs. 
On les désigne sous le nom d'investissements économiquement ciblés (economically targeted investments) : ils ciblent des secteurs identifiés comme socialement utiles et en sous-investissement financier, et leur gouvernance est généralement locale. 
Il s'agit souvent de « véhicules d'intervention », parfois construits comme les fonds de pension, mutualisant le risque, avec des actifs placés dans une société d'investissement visant par exemple la création d'emploi, la création d'entreprises d'économie sociale et solidaire, le développement local, des logements durables et abordables, la construction d'infrastructures publiques, etc. souvent pour sortir du cercle vicieux de la pauvreté en donnant accès à un capital de base là où les outils de finance traditionnelle font défaut faute de rentabilité à court terme. Ce capital permet d'offrir des prêts à intérêts avec ou sans garanties, et de reconstruire un capital social pour les communautés bénéficiaires et parfois pour l'environnement. Ces véhicules sont par exemple et notamment :
- le crédit communautaire ;
- le microcrédit ;
- les cercles d'emprunt ;
- certaines formes de financement participatif.

Ces véhicules n'ont pas pour objectif l'enrichissement individuel d'investisseurs, mais l'enrichissement d'une communauté et du bien commun. Ils s'accompagnent généralement d'une aide et d'un accompagnement des personnes et des groupes porteurs de projets générateurs de revenus autonomes ou d'intérêt social et communautaire. 
Parfois les Credit Unions au Canada, les caisses populaires et d'économie au Québec, les banques éthiques en Italie, les caisses solidaires et les fonds de partage en France sont aussi qualifiés de « véhicules ».
Le placement responsable est parfois présenté comme un véhicule permettant une nouvelle forme de pression sociale obtenue en accaparent le statut d'actionnaire pour au sein du Conseil d'administration, plutôt que par les mouvements sociaux classiques (grève, négociation…) encourager ou forcer l'entreprise à tenir compte de considérations sociales et environnementales, en sus de sa vocation à gagner de l'argent. L'actionnaire n'est cependant pas propriétaire de l'entreprise, et n'a que des droits d'investisseur ; juridiquement il ne peut contester les pratiques de l'entreprise si celles-ci présentent un risque pour son rendement.